# Soraya Rodríguez

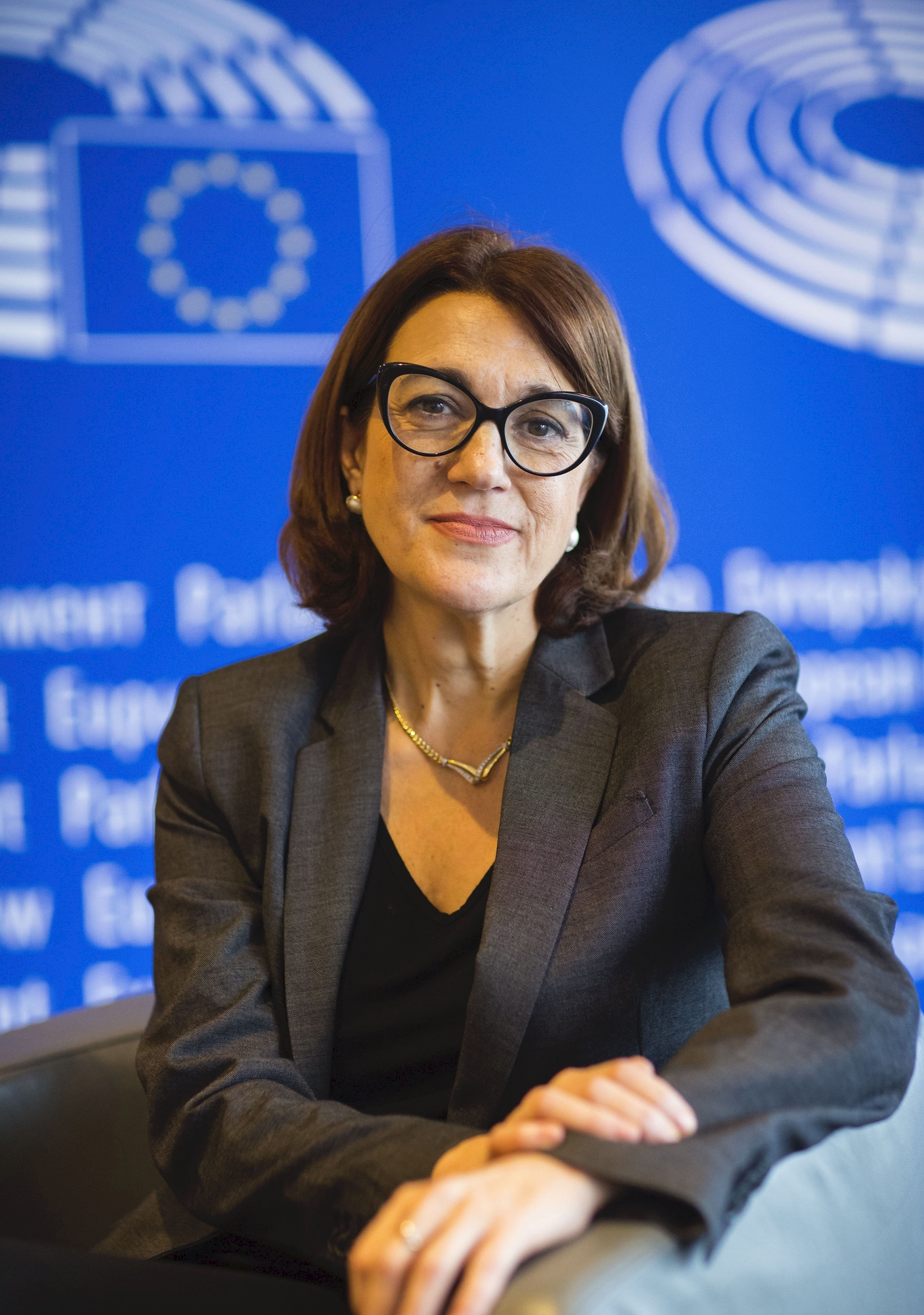
Soraya Rodríguez (2019)

María Soraya Rodríguez Ramos, meist nur Soraya Rodríguez (geboren am 1. Dezember 1963 in Valladolid) ist eine spanische Juristin und Politikerin (früher PSOE, seit 2019 Ciudadanos). Rodríguez war über lange Zeit Mitglied im Stadtrat von Valladolid, gewann drei Mal Mandate für das spanische Parlament, den Congreso de los Diputados, und war Staatssekretärin für internationale Zusammenarbeit im Kabinett Zapatero II. Sie war von 1999 bis 2004 Mitglied des Europäischen Parlaments für die PSOE und Mitglied der SPE-Fraktion.
Seit der Europawahl 2019 ist sie erneut Mitglied des Europäischen Parlaments, gewählt für die liberale Ciudadanos und Mitglied der Fraktion Renew Europe.

## Leben

### Ausbildung und berufliche Karriere
Soraya Rodríguez wurde am 1. Dezember 1963 in Valladolid geboren, wo sie auch aufwuchs und die Schule besuchte. 1987 schloss sie ihr Studium der Rechtswissenschaften an der Universität Valladolid ab. Von 1988 bis 1990 arbeitete sie in ihrer Heimatstadt als Anwältin im Schutzzentrum für Frauen, die Opfer von Missbrauch wurden. 1991 wechselte sie an die Hochschule für Arbeit, um dort als Dozentin tätig zu sein. Von 1994 bis 1997 war sie Leiterin des Frauenzentrums. 1998 arbeitete sie als Rechtsberaterin für die Stadtverwaltung.

### Einstieg in die Politik, erste Wahl ins Europaparlament
Rodríguez war lange Zeit Mitglied der sozialistischen Partei PSOE und übte zahlreiche Funktionen in der Partei aus. Ihre erste parteiinterne Funktion übernahm sie 1994, als sie zur Organisationssekretärin im PSOE-Regionalverband von Valladolid ernannt wurde. Zwischen 2000 und 2008 war sie Mitglied des Bundesausschusses der PSOE.
1999 nominierte die PSOE Rodríguez für den 18. Listenplatz für die Europawahl 1999. Die Partei gewann 35 Prozent (plus 5 Prozent) und damit 24 der 55 spanischen Mandate, Rodríguez zog direkt ein. Sie schloss sich gemeinsam mit den anderen PSOE-Abgeordneten der Fraktion der Sozialdemokratischen Partei Europas (SPE) an. Für die Fraktion war sie Mitglied im Ausschuss für Landwirtschaft und ländliche Entwicklung, im Ausschuss für die Rechte der Frau und Chancengleichheit sowie im Nichtständigen Ausschuss für Maul- und Klauenseuche. Des Weiteren war sie stellvertretendes Mitglied im Ausschuss für Regionalpolitik, Verkehr und Fremdenverkehr (1999–2000) und im Ausschuss für Umweltfragen, Volksgesundheit und Verbraucherpolitik (2000–2004).
In ihrer Zeit als Abgeordnete war sie insgesamt drei Mal Berichterstatterin der SPE für Berichte des federführenden Ausschusses für Landwirtschaft und ländliche Entwicklung: Zum „Bericht über die ländliche Entwicklung im Rahmen der Agenda 2000“ (2002), zum „Bericht über die Multifunktionalität der Landwirtschaft und die Reform der GAP – Ausschuss für Landwirtschaft und ländliche Entwicklung“ (2003) und zum „Bericht über den Vorschlag für eine Verordnung des Rates zur Änderung der Verordnung (EG) Nr. 1782/2003 […]“ (2004).

### Wahlen in den Congreso de los Diputados
Bei den Parlamentswahlen 2004 gewann sie einen Sitz im spanischen Parlament als Abgeordnete für Valladolid, wo sie für die gesamte Legislaturperiode blieb. Bei den Kommunalwahlen 2007 wurde sie von der PSOE als Kandidatin für das Amt der Bürgermeisterin von Valladolid nominiert. Sie unterlag dem Kandidaten der Volkspartei, Francisco Javier León de la Riva, der seine absolute Mehrheit im Stadtrat wiedererlangte. Daraufhin war sie zwischen 2007 und 2008 Sprecherin der sozialistischen Stadtratsfraktion im Stadtrat von Valladolid.
Bei den Parlamentswahlen 2008 wurde sie zum zweiten Mal in Folge als nationale Abgeordnete für die Provinz Valladolid wiedergewählt, als Nummer zwei auf der Liste. Im Juli 2008 gab sie auf Vorschlag des Ministerpräsidenten José Luis Rodríguez Zapatero ihr Mandat im Parlament und ihre Position als Vorsitzende der kommunalen Gruppe der PSOE in Valladolid auf, um Staatssekretärin für internationale Zusammenarbeit im Kabinett Zapatero II zu werden.
Bei den Parlamentswahlen 2011 führte sie die PSOE-Liste für die Provinz Valladolid an, begleitet vom Provinzsekretär Mario Bedera, und errang zwei Sitze gegen die drei der PP.

### Bruch mit der PSOE
Nach dem 38. PSOE-Kongress, auf dem Alfredo Pérez Rubalcaba zum Generalsekretär der Partei gewählt wurde, wurde sie zur Sprecherin der sozialistischen Fraktion im Abgeordnetenhaus ernannt, eine Position, die sie bis September 2014 innehatte. Nach dem Rücktritt von Alfredo Pérez Rubalcaba wurde im Juli 2014 der außerordentliche Bundeskongress der PSOE einberufen, auf dem Pedro Sánchez gegen die internen Konkurrenten zum Generalsekretär gewählt wurde. Während der internen Krise der PSOE im Jahr 2016 war Rodríguez eine aktive Unterstützerin des Sánchez-kritischen Blocks.
Bei den Vorwahlen 2017 für das Generalsekretariat der PSOE unterstützte sie die Kandidatur von Susana Díaz und eine der aktivsten öffentlichen Stimmen gegen Pedro Sánchez und sein Team. Am Ende wurde Susana Díaz in der Abstimmung von Pedro Sánchez deutlich besiegt (39,9 % vs. 50,2 %). Öffentlich bekannt für ihre notorischen Meinungsverschiedenheiten mit Pedro Sánchez und der Politik der PSOE und nachdem sie erfahren hatte, dass sie nicht erneut als Abgeordnete nominiert werden würde, reichte sie am 6. März 2019, nur einen Tag nach der Auflösung der Cortes Generales der XII. Legislaturperiode, ihren Austritt aus der Partei. Sie begründeten diesen mit ihrer Unzufriedenheit der Politik der PSOE und den Dialogversuchen der Partei mit der katalanischen Unabhängigkeitsbewegung.

### Zweiter Wechsel ins Europaparlament für Ciudadanos

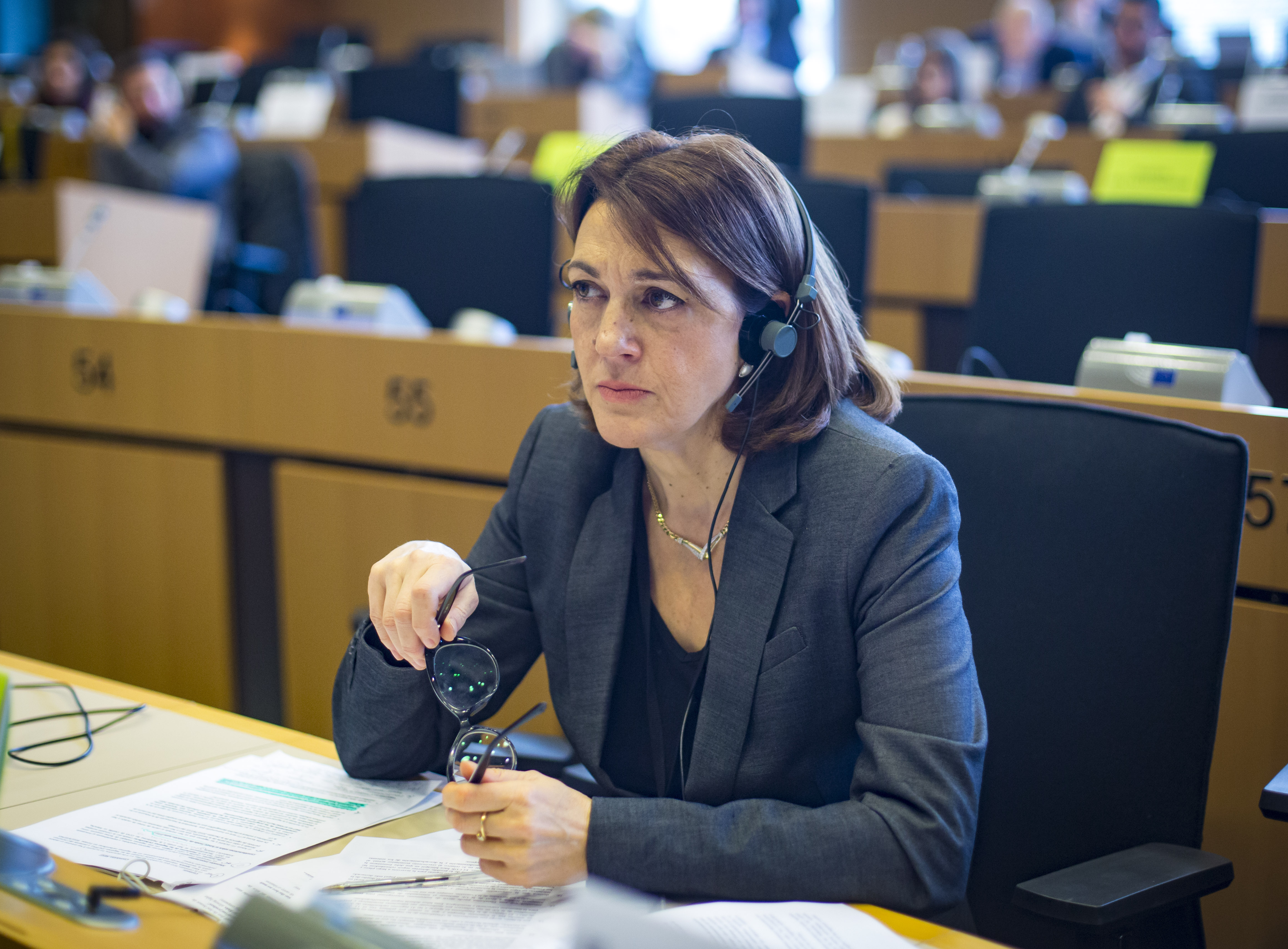
Rodríguez im Europäischen Parlament (2019)

Nach ihrem Austritt äußerte sie sich zunächst uneindeutig über ihre politische Zukunft. Für ihren Austritt erntete Rodríguez viel Kritik von ihren ehemaligen Parteikollegen, die ihr Illoyalität und politischen Opportunismus vorwarfen.
Später wurde bekannt, dass die liberale Partei Ciudadanos Rodríguez 2019 als Unabhängige für den dritten Listenplatz für die Europawahl 2019 nominierte. Die Partei gewann 12,17 Prozent (plus 2,57 Prozent) und damit sieben der 54 spanischen Mandate, sodass Rodríguez direkt einzog. Sie schloss sich gemeinsam mit ihren Parteikollegen der neugegründeten liberalen Fraktion Renew Europe an. Für die Fraktion ist sie Mitglied im Ausschuss für Umweltfragen, öffentliche Gesundheit und Lebensmittelsicherheit, im Ausschuss für die Rechte der Frauen und die Gleichstellung der Geschlechter und seit März 2020 im Ausschuss für auswärtige Angelegenheiten. Des Weiteren ist sie stellvertretendes Mitglied im Entwicklungsausschuss und im Unterausschuss Menschenrechte. Sie ist außerdem Vorsitzende der Delegation für die Beziehungen zum Panafrikanischen Parlament.

## Privat
Rodríguez ist geschieden und Mutter zweier Kinder.